# 卵叶微孔草
卵叶微孔草（学名：Microula ovalifolia）为紫草科微孔草属的植物，是中国的特有植物。分布于中国大陆的四川等地，生长于海拔3,350米至4,400米的地区，多生于高山草地或灌丛下，目前尚未由人工引种栽培。

## 异名
- Microula ovalifolia (Bur. et Franch.) I. M. Johnst. var. pubiflora W. T. Wang